# Хомут (техника)
Хому́т — соединительный элемент (скоба), применяемый для крепления и герметизации соединения шлангов, патрубков и других жёстких и гибких трубопроводов, кабелей.

## История
До изобретения хомута в сантехнике и промышленности патрубки и шланги крепили проволокой. Однако этот простой способ имеет недостатки, из-за излишнего напряжения при пережиме трубы возможно появление трещин в прокладке. Проволочное крепление стали совершенствовать, в результате чего были изобретены хомуты.
А ранее (1944) в качестве хомута на шланг поливочного крана использовали верёвку, завязанную узлом «констриктор».

## Классификация хомутов
Существует огромное количество разновидностей хомутов.
По исполнению и назначению
- Разъёмные и неразъёмные.
- Спиральные — применяются для армированных шлангов с выступающей наружу спиралью.
- Специальные, усиленные — применяются для армированных и толстостенных шлангов, дюритовых шлангов гидро- и пневмоприводов машин, дренажных насосов.
- Усиленные — лента и замок сварены или склёпаны в единую конструкцию, что позволяет выдерживать значительные усилия (давления).
- Проволочные — предназначены для толстостенных шлангов и соединений при эксплуатации в условиях высокой вибрации.
- Червячные — представляют собой ленточные хомуты с червячным винтом, передающим усилие затяжки червячным механизмом, существуют просечные, накатные и штампованные хомуты для разных диаметров и материала труб[2].
- Трубный — применяется для крепления труб к стенам, несущим конструкциям.
- Пружинный — предназначены для крепления эластичных патрубков в охладительных и отопительных системах. Такие хомуты представляют собой пару колец, изготовленных из пружинной стали. Благодаря упругости этот тип хомутов не требуют подтяжки и автоматически компенсируют тепловое расширение трубы.

По материалу
Бывают металлическими, металлорезиновыми и пластмассовыми:
- Оцинкованный — изготовлен из оцинкованной стали.
- Нержавеющий — изготовлен из нержавеющей стали, обычно трёх видов:
  - W2, она же сталь по AISI430, она же 12Х17 или аналоги, самая распространённая нержавеющая сталь, ферромагнитная,
  - W4, она же А2,она же сталь по AISI304, она же 8Х18Н10 или аналоги, труднонамагничиваемая нержавеющая сталь,
  - W5, она же А4,она же сталь по AISI316, она же 10Х17Н13М2Т или аналоги, неферромагнитная нержавеющая сталь.
- Нейлоновые — предназначен для сборки группы электрических проводов, кабелей в один жгут, а также крепления собранных жгутов на конструкциях.

## Стандарты
В СССР был разработан ряд ГОСТов по хомутам:
- ГОСТ 17679-80. Хомуты облегчённые для крепления трубопроводов и кабелей. Конструкция и размеры[3].
- ГОСТ 24137-80. Детали крепления трубопроводов. Хомуты. Конструкция и размеры.
- ГОСТ 24140-80. Детали крепления трубопроводов. Скобы и хомуты (технические условия).
- ГОСТ 28191-89. Хомуты зажимные для рукавов. Технические условия[4].

В США SAE поддерживает спецификацию J1508 для 32 различных конструкций зажима шлангов, включая винтовые, пружинные и т-образные болты. Он также поддерживает спецификацию J1610 для тестирования герметичности шлангов.